# Chajim Fürst
Heinrich Ruben Chajim Fürst (geboren ca. 1580; gestorben am 28. März 1653 in Altona) war ein jüdischer Kaufmann in Hamburg.

## Leben
In einer Schleswiger Akte befanden sich ein allgemeiner Schutzbrief des Grafen Ernst zu Holstein-Schaumburg ohne Namen vom 5. Mai 1612 und ein beigefügtes Namensverzeichnis, das schutzverwandte Juden aufzählte. Laut Recherche von Eduard Duckesz, der davon ausging, dass Fürst hochdeutscher, also aschkenasischer Jude war, waren es laut dem Namensverzeichnis in Altona acht und in Hamburg neun aufgezählte Juden inklusive Heinrich Ruben Chajim Fürst, der als Hayen oder Haim Ruben bezeichnet wurde. Es ist gut möglich, aber nicht belegt, dass diese Namen mit dem Schutzbrief zusammenhängen.
1649 wurden die hochdeutschen Juden aus Hamburg vertrieben und auch für portugiesische Juden wurde es ab 1650 in Hamburg schwerer, und so zog er nach Altona. Laut Eintrag vom 2. Januar 1651 im Altonaer Grundbuch besaß er in der Straße Breite Straße ein Haus. In ihren Memoiren schrieb Glückel von Hameln, dass er der reichste Mann der Gemeinde in Altona gewesen sei, mit einem Vermögen von 20.000 oder 10.000 Reichstalern. Bis zu seinem Tod war er Gemeindevorsteher der Gemeinde in Altona. Durch eine grassierende Krankheit, durch die viele Gemeindemitglieder starben, starb auch er. Sein Grab und das seiner Frau befinden sich auf dem Jüdischen Friedhof Altona an der Königstraße. Auch das Grab seines Sohnes Salomon befindet sich dort, der zwei Tage später als er an der Krankheit starb. Andere Gräber von Familienmitgliedern befinden sich ebenfalls auf dem Friedhof. Zudem befanden sich auf den inzwischen nicht mehr existenten Friedhöfen Jüdischer Friedhof Ottensen und Jüdischer Friedhof am Grindel Gräber der Familie Fürst.
Die Schriftstellerin und Dichterin Dagmar Nick gibt in ihrem Buch Eingefangene Schatten – Mein jüdisches Familienbuch an, dass Heinrich Ruben Chajim Fürst portugiesischer, bzw. sephardischer Jude gewesen sei, und seine Vorfahren sich von Duques (Herzog) in Fürst umbenannten. In dem von Michael Brocke und dem Salomon Ludwig Steinheim-Institut herausgegebenen Buch Verborgene Pracht: Der jüdische Friedhof Hamburg-Altona – Aschkenasische Grabmale wird davon ausgegangen, dass er und seine Familie aschkenasische Juden waren.
Mit seiner Frau Sara (gest. 1. September 1666) hatte Fürst vier Söhne und zwei Töchter. Die Söhne hießen Salomon (Armenvorsteher und Kassenwart), Moses (gest. 1640), Nataniel, auch Netaniel (Gemeindevorsteher) und Jeremias (Rabbiner). Moses Israel Fürst war ein Enkel von Chajim Fürst, der Sohn seines Sohnes Moses und dessen Frau Bella. Da mehrere Nachfahren von Chajim Fürst sich mit Mitgliedern der Familie Goldschmidt verehelichten und Kinder zeugten, gehört auch Glückel von Hameln zu seinem erweiterten Familienkreis, die mit einem Goldschmidt verheiratet war.